# Michael Koulianos
Michael Koulianos (16 de setembro de 1977) é um pastor estadunidense, escritor e YouTuber, fundador da "Jesus Image" e cofundador do movimento "The Send".
Atualmente, ele reside em Orlando, com sua esposa, Jessica, e três filhos.

## Vida pregressa
Koulianos nasceu em Tarpon Springs, Flórida. Ele aceitou Jesus Cristo aos 12 anos de idade, e começou a pregar regularmente aos 16.
Em 2004 casou-se com Jessica, e em 2005, foi ordenado pastor da World Healing Center Church em Orange County, Califórnia. Em 2007, diz ter recebido uma revelação e começou a pregar sobre o amor de Jesus para quantas pessoas pudesse. Isto levou à fundação da "Jesus Image", e subsequentemente à Jesus Image Church, e Jesus School, em Orlando, Flórida.

## O Terceiro Grande Despertamento
Em 29 de março de 2016, Michael Koulianos relatou a Lou Engle sobre um sonho que tivera na noite anterior, onde havia sido abordado pelo falecido líder religioso John Paul Jackson , o qual lhe teria dito que o Terceiro Grande Despertamento estava começando nos Estados Unidos, precisamente no encontro de oração "Azusa Now". O "Azusa Now" foi um grande encontro de oração que ocorreu no Los Angeles Memorial Coliseum em 9 de abril de 2016, e reuniu mais de 60.000 pessoas (115 mil, segundo outras fontes).
Este encontro levou à uma outra grande reunião denominada "The Send", em 23 de fevereiro de 2019, no Camping World Stadium, em Orlando, Flórida. A organização ficou a cargo de Koulianos, e de outros líderes evangélicos, como Andy Byrd, Brian Brennt, Daniel Kolenda, Teo Hayashi, Todd White e Lou Engle. Conforme declarado na página do evento,
(...)ficou claro que não se tratava de um evento, mas de um movimento. Uma geração estava pronta para se movimentar, da inspiração para a ação.
Desta data em diante, "The Send" chegou a muitos países, como o Brasil e Noruega, com dezenas de milhares de pessoas participando dos encontros.

## Participação no "The Send" Brasil
Koulianos esteve no Brasil em fevereiro de 2020, como um dos pregadores convidados do encontro "The Send", que contou com Teófilo Hayashi entre seus organizadores e foi realizado simultaneamente em Brasília e São Paulo. Antes do evento, Koulianos declarou:
O que o Senhor está fazendo no Brasil é absolutamente de tirar o fôlego. O que Ele está fazendo neste momento da história é sem precedentes. Que honra vê-lo mover-se e varrer as nações. Obrigado, Jesus. Este é o movimento de Jesus. Está aqui agora. Sábado será gravado na história. Que sejamos fiéis com Sua confiança.

## Publicações
- The Jesus Book
- Holy Spirit: the One Who Makes Jesus Real
- Jesus 365: a Daily Devotional with the Son of God